# Große Kartäuserschnecke
Die Große Kartäuserschnecke (Monacha cantiana), auch Kentschnecke genannt, ist eine Schneckenart aus der Familie der Laubschnecken (Hygromiidae) in der Ordnung der Landlungenschnecken (Stylommatophora).

## Merkmale
Das Gehäuse ist ausgewachsen 11 bis 14 mm hoch und 16 bis 20 mm breit. Es ist kugelförmig mit niedrig-kegelförmiger Oberseite. Es sind 5,5 bis 6 gewölbte Umgänge vorhanden, die mit einer deutlichen, eingetieften Naht voneinander abgesetzt sind. Die Windungen sind an der Peripherie gut gerundet. Der Nabel ist sehr klein und nimmt nur etwa ein Siebtel bis ein Neuntel des Gehäusedurchmessers ein. Er ist durch den Umschlag der Mündung im Spindelbereich fast verdeckt. Die Endwindung fällt zum Windungsrand hin nur wenig und unmittelbar vor dem Mündungsrand etwas ab. Die Mündung ist leicht abgeflacht elliptisch. Der Mündungsrand läuft scharf aus und ist nur wenig nach außen gebogen. Innen ist eine schwache weißliche bis rötliche Lippe ausgebildet.
Das Gehäuse ist cremig-weiß, gelblich bis bräunlich und wird zur Mündung hin häufig dunkler rötlich-braun. Es ist transparent und der dunkle Mantel scheint durch. Die Oberfläche weist dichte Anwachsstreifen auf. Die Oberfläche glänzt dadurch nur schwach. Nahe der Mündung kann manchmal ein undeutliches. breites, rötliches Band ausgebildet sein. Jungtiere sind behaart; die Haare verlieren sich mit zunehmendem Alter.
Der Weichkörper des Tieres ist hellgrau, im vorderen Teil auch leicht rötlich. Die Tentakel sind graubraun.

## Ähnliche Arten
Das Gehäuse der Kartäuserschnecke (Monacha cartusiana) ist im Durchschnitt kleiner. Der Farbkonstrast der Lippe und des Mündungsrandes ist wesentlich deutlicher, auch der Nabel ist etwas enger. Die Große Laubschnecke (Euomphalia strigella) und die Genabelte Strauchschnecke (Fruticicola fruticum) besitzen einen weiteren Nabel.

## Geographische Verbreitung und Lebensraum

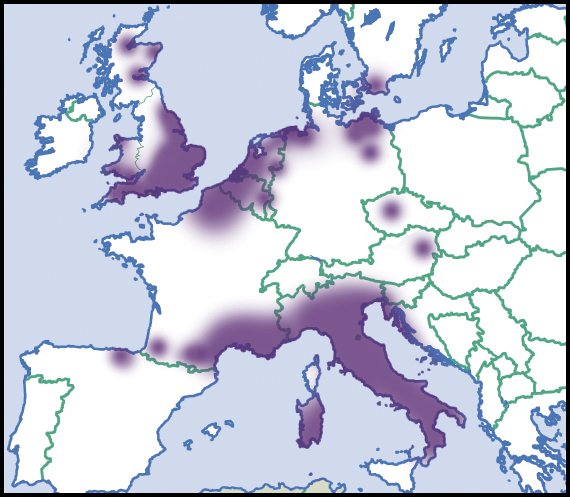
Verbreitung der Großen Kartäuserschnecke in Europa (nach Welter-Schultes)

Das Verbreitungsgebiet war vermutlich ursprünglich auf Italien, Südfrankreich und Nordspanien beschränkt. Sie wurde vermutlich schon in römischer Zeit nach Nordwestfrankreich, die Beneluxstaaten und Südengland, evtl. auch schon nach Norddeutschland verschleppt. Sie ist in Deutschland extrem selten. 2010 wurde sie erstmals in Tschechien nachgewiesen.
Der Lebensraum der Großen Kartäuserschnecke sind die Krautschicht von Straßenrändern, Eisenbahntrassen, Hecken, Ödland und Gestrüpp: man kann sie auch an Deichen und in Dünen finden. Sie lebt bevorzugt auf gut durchlässigen, kalkigen Böden. Sie kommt nicht im Wald vor.

## Lebensweise und Fortpflanzung
Die Tiere bewegen sich langsam vorwärts und sondern bei der kleinsten Störung einen farblosen Schleim ab. Die Jungtiere leben längere Zeit in den höheren Bereichen der Krautschicht.
In England wurde die Kopulationen zwischen Mai und September beobachtet. Der Samen wird mittels einer Spermatophore übertragen. Die kugelige bis leicht eiförmigen Eier besitzen eine Kalkschale, der Eidurchmesser beträgt 1,5 bis 2,2 mm. Nach Beobachtungen an Tieren in Nordfrankreich werden zwischen Juni und September etwa 60 bis 90 Eier in lockere, feuchte Erde abgelegt. Die Jungtiere schlüpfen nach 14 bis 15, in England auch bis 20 Tagen zwischen Juni und September. Sie werden innerhalb eines Jahres geschlechtsreif, oft bevor das Gehäuse seine Endgröße erreicht hat. Sie werden 12 bis 18 Monate alt.

## Taxonomie
Das Taxon wurde 1803 Georg Montagu erstmals als Helix cantiana beschrieben. Die Art wird heute allgemein anerkannt zur Gattung Monacha Fitzinger, 1833 gestellt.

## Gefährdung
Sie ist in Deutschland extrem selten und der Gefährdungsgrad ist daher nur schwer zu bestimmen. Auch auf das gesamte Verbreitungsgebiet gesehen ist die Gefährdung bisher nicht bekannt (Low concern).